# Sistrurus
 Sistrurus és un gènere de serps de cascavell verinoses de la subfamília de les crotalins. Es troben al Canadà, als Estats Units i a Mèxic. El nom científic és una forma  llatinitzada de la paraula  grega per "cascavell de cua" (Σείστρουρος, Seistrouros), i comparteix la seva arrel amb un antic instrument musical d'Egipte, el sistre. El gènere es forma de tres espècies reconegudes.

## Descripció
Les espècies de Sistrurus es diferencien de les demés serps de cascavell (Crotalus) perquè tenen una mida més petita (en general 40-80 cm) i una escamació diferent: tenen nou grans plaques del cap (igual que el gènere Agkistrodon), mentre que en el gènere Crotalus (i gairebé tots els altres vipèrids) tenen el cap cobert d'un gran nombre d'escates petites. El gènere Sistrurus té un cascavell relativament petit que produeix un so més alt que el del gènere Crotalus.

## Distribució geogràfica
Es troba al sud-est del Canadà, l'est i el nord-oest dels Estats Units, i al nord i el centre de Mèxic en poblacions aïllades.

## Verí
Encara que les mossegades de les espècies de Sistrurus es consideren menys perilloses per als éssers humans, a causa principalment al baix rendiment del verí, cada mossegada de serp verinosa ha de ser considerada com un fet seriós i és sempre necessari buscar tractament mèdic.

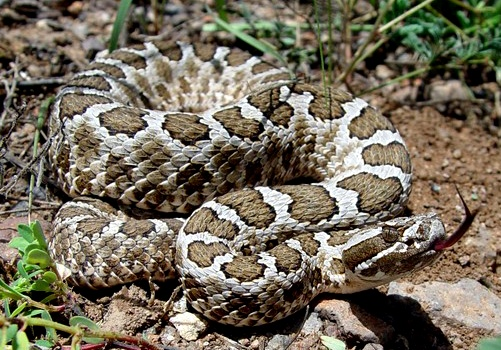
Sistrurus catenatus

## Taxonomia
El gènere Sistrurus inclou tres espèciesː
- S. catenatus (Rafinesque, 1818)
- S. miliarius (Linnaeus, 1766)
- S. tergeminus (Say, 1865)